# Zeitungssterben
Zeitungskrise oder Zeitungssterben sind Schlagwörter für verschiedene Phänomene in der Pressegeschichte. Manchmal wird ein teilweiser Ausstieg der Verlage für Zeitungen und Zeitschriften aus dem Markt der Printmedien, andererseits aber auch eine zunehmende Monopolisierung der Presse insbesondere bei Tageszeitungen verstanden.
Faktoren bei den Printmedien sind sinkende Verkaufszahlen und sinkende Werbeeinnahmen. Die Zahl der e-Paper-Nutzer hat dagegen durch den Siegeszug des Internet seit etwa 2005 zugenommen. In diesem Zusammenhang wird auch eine Theorie diskutiert, die als Rieplsches Gesetz bezeichnet wird. Gegenden ohne Regionalzeitungen werden auch als Nachrichtenwüsten (englisch: news deserts) bezeichnet.

## Situation in Deutschland
Betrug die Gesamtauflage der Tageszeitungen (tägliche Stückzahl) im Jahr 1983 ein Hoch von 30,1 Millionen (akkumuliert für die BRD und die DDR), im Jahr 1991 27,3 Millionen Exemplare, so betrug sie 2023 10,9 Millionen. Die Verluste zeigten sich sowohl beim Abonnement als auch beim Einzelverkauf. Eine Steigerung erfahren die Auflagen der e-Paper. Insbesondere verlieren die Tageszeitungen bei den jüngeren Käufergruppen ihre Anteile. Der Zuwachs im Geschäft mit digitalen Medien überdeckt jedoch den Rückgang bei den Papierausgaben. Der Bundesverband Digitalpublisher und Zeitungsverleger (BDZV) will sich auch nach 2021 um eine Zustellförderung des Staates bemühen, da aufgrund von gesunkenen Auflagen und des Mindestlohns die Zustellkosten gestiegen sind. Die letzte Merkel-Regierung prüfte mehrere Optionen, kam aber zu keiner Entscheidung.

## Situation in der Schweiz
Seit 2004 sind in der Schweiz rund siebzig Zeitungen verschwunden. Die meisten waren Regional- und Lokalzeitungen, wie etwa das „Obwaldner Tagblatt“, die „Luzerner Nachrichten“ oder das Schaffhauser „Heimatblatt.“ Seit die Gewinne der Medienhäuser in den nuller Jahren zurückgingen, wurde insbesondere bei den regionalen Titeln gespart. Der Prozess setzt sich fort. Dies, da die Leserschaft der Regionalzeitungen von Jahr zu Jahr abnimmt. Auch das Zürcher Medienhaus „Tamedia“ streicht 290 von insgesamt 1400 Stellen (Stand 2024). Mit dieser Tendenz zu „News deserts“ (Landschaften ohne unabhängige Medien) droht ein Verlust an Öffentlichkeit und an Transparenz.

## Begriffsgeschichte
Viele Kommentare und Berichte nehmen einzelne Ereignisse, aber auch Thesen zur wirtschaftlichen Entwicklung zum Anlass, das Zeitungssterben bzw. die Zeitungskrise und die Probleme von Printmedien vor dem Hintergrund der schnellen Verbreitung des Internet zu betrachten.

### 1991
Die Verkaufsentscheidungen der Treuhandanstalt im April 1991 führten bis Anfang 1992 zum „Leipziger Zeitungssterben“.

### 2009
Das Jahr 2009 war in vielen Industrieländern von einer starken Rezession geprägt. Die Finanzkrise 2007 wirkte sich langfristig auf die Realwirtschaft aus. Diese Rezession bekamen auch Zeitungsverlage zu spüren. Während der Wirtschaftskrise zwischen 2007 und 2009 brach der weltweite Markt für Werbung um 44 Milliarden Euro ein.

### 2010
Im September 2010 beschloss die Deutsche Bischofskonferenz als Mitgesellschafter die Einstellung der Wochenzeitung Rheinischer Merkur als eigenständiger Zeitung und die Liquidation der Rheinischer Merkur GmbH (Geschäftsführer: Bert G. Wegener). Zuletzt habe die Zeitung jedes Jahr einen Verlust im einstelligen Millionenbereich eingefahren.

### 2012
Im November 2012 meldete die Frankfurter Rundschau die Insolvenz an. Es erfolgte die Übernahme durch den Verlag Frankfurter Allgemeine Zeitung, Frankfurter Societät und Karl-Gerold-Stiftung, um den Weiterbetrieb zu gewährleisten.
El País musste im Oktober 2012 ein Drittel der Belegschaft entlassen.
Der Aufsichtsrat der Financial Times Deutschland – sie machte in den etwa 12 Jahren seit ihrer Gründung insgesamt etwa 250 Millionen Euro Verluste – entschied, die Ausgabe einzustellen. Die letzte Ausgabe erschien am 7. Dezember 2012.
Das US-amerikanische politische Wochenmagazin Newsweek stellte im Dezember 2012 seine Printausgabe ein und erscheint seitdem nur noch online.

### 2013
Im Januar 2013 kündigte die WAZ-Mediengruppe an, die Redaktion der Westfälischen Rundschau zum 1. Februar 2013 komplett zu schließen.
Die Washington Post wurde Anfang August 2013 für 250 Millionen US-Dollar an Amazon-Gründer Jeff Bezos verkauft. Das öffentliche Echo war groß; viele Kommentare nahmen die Transaktion zum Anlass, das Zeitungssterben bzw. die Zeitungskrise und die Probleme von Printmedien vor dem Hintergrund der schnellen Verbreitung von Internet und mobilem Internet (Smartphones) zu betrachten.
Im August 2013 wurde bekannt: Die Axel Springer AG verkaufte die Berliner Morgenpost, das Hamburger Abendblatt, die Hörzu und andere Medien für 920 Millionen Euro an die Funke Mediengruppe in Essen. Die Übergabe erfolgte zum 1. Januar 2014.

### 2014
Im März 2014 stellte die Abendzeitung aus München einen Insolvenzantrag. Sie wurde im Juli 2014 von der Mediengruppe Straubinger Tagblatt/Landshuter Zeitung übernommen und wird seitdem in Straubing gedruckt.

### 2019
2019 verkaufte die DuMont Mediengruppe den Berliner Verlag, der u. a. die Berliner Zeitung und den Berliner Kurier verlegt. Der Druck der Tageszeitung Die Welt Kompakt und des Hamburger Lokalteils der Tageszeitung Die Welt wurde vom Axel-Springer-Verlag zum 31. Dezember 2019 eingestellt. Außerdem wurde das Sportressort der Welt Ende 2019 eingestellt. Im November 2019 wurde bekannt, dass die Deutsche Bundesregierung Maßnahmen plant, um der fortschreitenden „Pressekonzentration“ zu begegnen.

### 2024
Am 14. September 2024 wurde auf der Versammlung der taz-Genossenschaft mitgeteilt, dass die taz als erste überregionale deutsche Tageszeitung den Druck ihrer Werktagsausgabe am 17. Oktober 2025 einstellt.